# ديفيد تشيونغ
ديفيد تشيونغ هو مربي وسياسي هونغ كونغي، ولد في 21 يوليو 1937 في هونغ كونغ البريطانية في المملكة المتحدة، وتوفي في 16 سبتمبر 2013 في سانت لويس في الولايات المتحدة.